# Ardisia prionota
Ardisia prionota är en viveväxtart som beskrevs av John Walker. Ardisia prionota ingår i släktet Ardisia och familjen viveväxter. Utöver nominatformen finns också underarten A. p. linearifolia.